# When You're Feeling
Benjamin Britten componeerde When You're Feeling Like Expressing Your Affection in 1935.
Het is zeer waarschijnlijk gecomponeerd voor de promotiefilm "The Fairy of the Phone" van GPO Film Unit en is waarschijnlijk met een tijdsduur van 53 seconden het kortste werk van deze componist. Het is een ode aan de telefonistes in de jaren 30 van de 20e eeuw, die met een vriendelijke stem jou op verzoek doorverbonden naar diegene die je wilde spreken.
De zangeres die het lied voor het eerst en voor lange tijd voor het laatst zong was Hedli Anderson. Tekst is waarschijnlijk van W.H. Auden, een tekstschrijver waarmee Britten wel vaker werkte. Men heeft dat gedestilleerd uit de rijmen van het liedje.

## Bron
- uitgave NMC Recordings